# Audio-Technica
Audio Technica er en japansk virksomhed med hovedsæde i Shinjuku, Tokyo, der fremstiller audioudstyr. De er kendt for at producere mikrofoner, pickups til pladespillere og hovedtelefoner.